# IPTANA
IPTANA (fostul Institut de Proiectări pentru Transporturi Auto, Navale și Aeriene) este cea mai importantă companie de pe piața serviciilor de consultanță în infrastructura rutieră din România.
Institutul a fost înființat în anul 1953, sub denumirea de Institutul de Proiectări Hidrotehnice și Drumuri (IPHD).
IPTANA s-a transformat dintr-o companie de stat în una privată în 1991, iar în 1999 a fost preluată de către Asociația Salariaților și Conducerii.
Printre cele mai importante lucrări din portofoliu se numără autostrada de centură București și pasajul Basarab, proiectare și caiet de sarcini.
Cifra de afaceri:
| Anul          | 2006 | 2005 |
| ------------- | ---- | ---- |
| milioane euro | 12   | 8,4  |